# 第78届奥斯卡金像奖
第78届奥斯卡颁奖典礼是美国电影艺术与科学学院旨在奖励2005年最优秀电影的一场晚会，于太平洋时区2006年3月5日下午17点（北美东部时区晚上20点）开始在美国加利福尼亚州洛杉矶好莱坞的杜比剧院举行，共计颁发了24个类别的奥斯卡金像奖（也称学院奖）。颁奖典礼的举办时间比往年推迟了一星期，以免和2006年冬季奥林匹克运动会同台竞争。晚会通过美国广播公司在美国直播，由吉尔·凯茨担任制作人，路易斯··霍维茨执导。谈话节目主持乔恩·斯图尔特首度担任主持人。两星期前的2月18日，女演员瑞秋·麦克亚当斯在加利福尼亚州比佛利山的比佛利希尔顿酒店主持颁发了奥斯卡科技成果奖。
《撞车》赢得包括最佳影片在内的3项大奖，其它获奖作品包括同样胜出3项的《断背山》、《金刚》和《艺伎回忆录》，以及获奖1项的《卡波特》、《纳尼亚传奇：狮子·女巫·魔衣橱》、《不朽的园丁》、《川流熙攘》（Hustle and Flow）、《帝企鹅日记》、《月亮和孩子》（The Moon and the Son: An Imagined Conversation）、《诺曼·科温的黄金时代》（A Note of Triumph: The Golden Age of Norman Corwin）、《六发子弹的手枪》（Six Shooter）、《辛瑞那》、《黑帮暴徒》、《為你鍾情》和《超级无敌掌门狗：人兔的诅咒》。晚会的电视直播平均吸引了近4200万美国观众收看。

## 获奖和提名
2006年1月31日，美国电影艺术与科学学院主席希德·甘尼斯和女演员米拉·索维诺一起在加利福尼亚州比佛利山的塞缪尔·戈尔德温剧院公布第78届奥斯卡金像奖提名名单。《断背山》以8项提名领跑，《撞车》、《晚安，好运。》和《艺伎回忆录》均以6项紧随其后。获最佳影片奖提名的5部电影都获得了导演奖提名，自最佳影片奖提名电影数量限制在5部以来，这还只是第4次出现这种情况。
获奖名单在2006年3月5日举行的颁奖典礼上公布。《撞车》是继1976年的《洛奇》以来首部一共只获奖3项的最佳影片奖得主。李安则成为首位不是白人的导演奖得主。全部4项表演类奖项的获奖者都是首次提名，这也是继第34届奥斯卡颁奖典礼以来的头一遭。男配角奖得主乔治·克鲁尼是历史上第五位在一年里获表演、导演和编剧奖提名的电影人，也是首位以两部电影达成这一目标的电影人。作曲家约翰·威廉姆斯凭《艺伎回忆录》和《慕尼黑》获两项提名，共计获得的提名数量达到45项，与阿尔弗雷德·纽曼并列成为奥斯卡历史上获提名第二多的电影人[a]。《川流熙攘》插曲成为第二首获原创歌曲奖的说唱歌曲，也是第一首在奥斯卡颁奖典礼上现场表演的说唱歌曲。

### 奖项

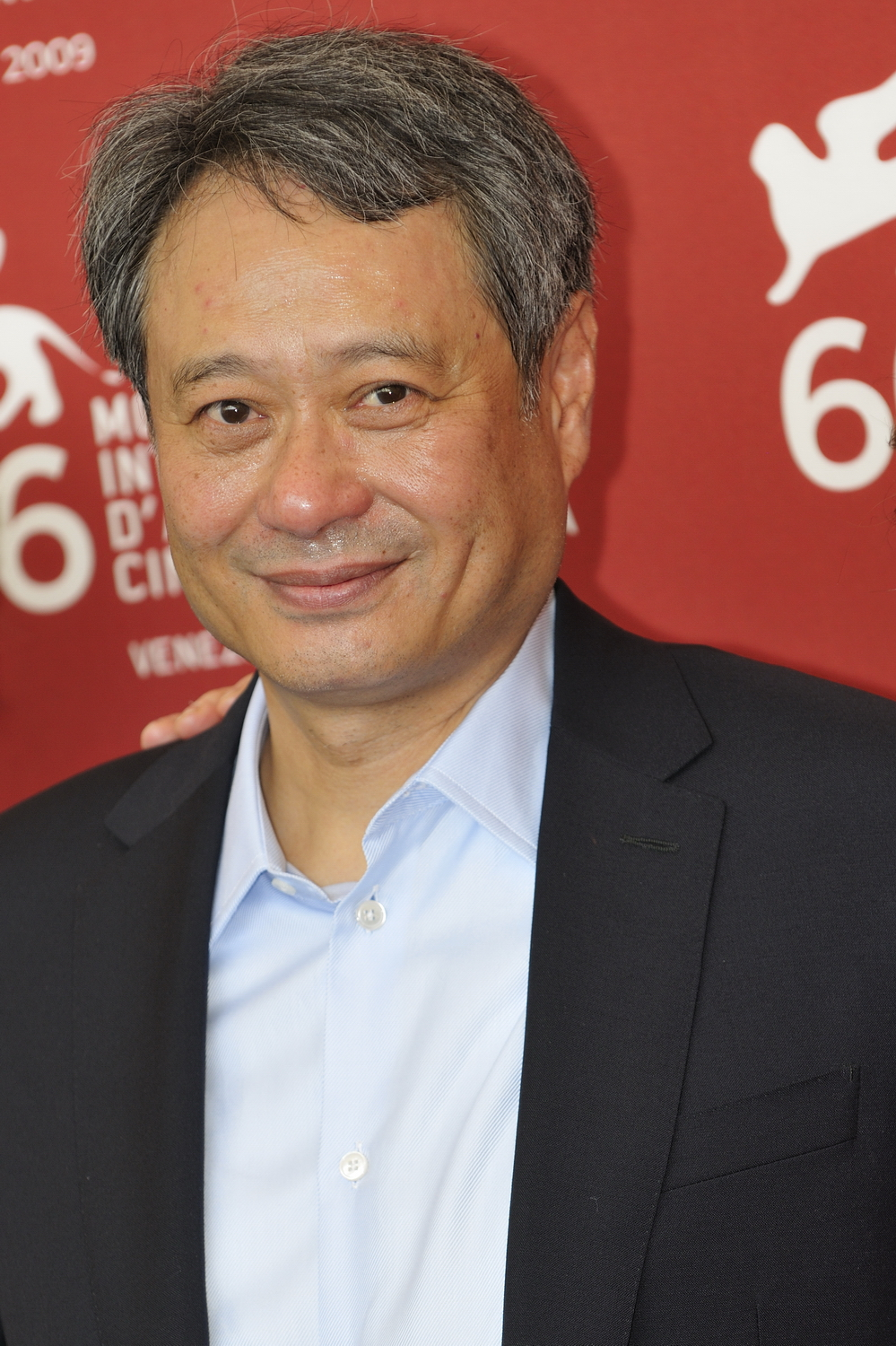
李安因《断背山》获导演奖

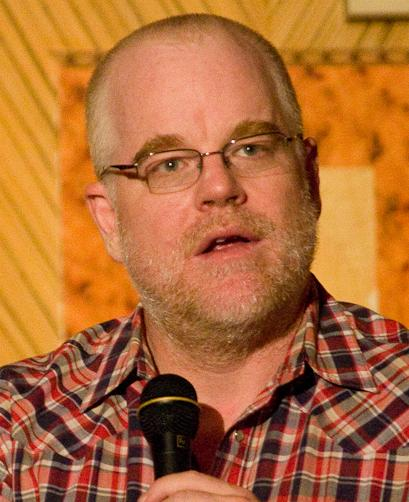
菲利普·塞默·霍夫曼因《卡波特》获男主角奖

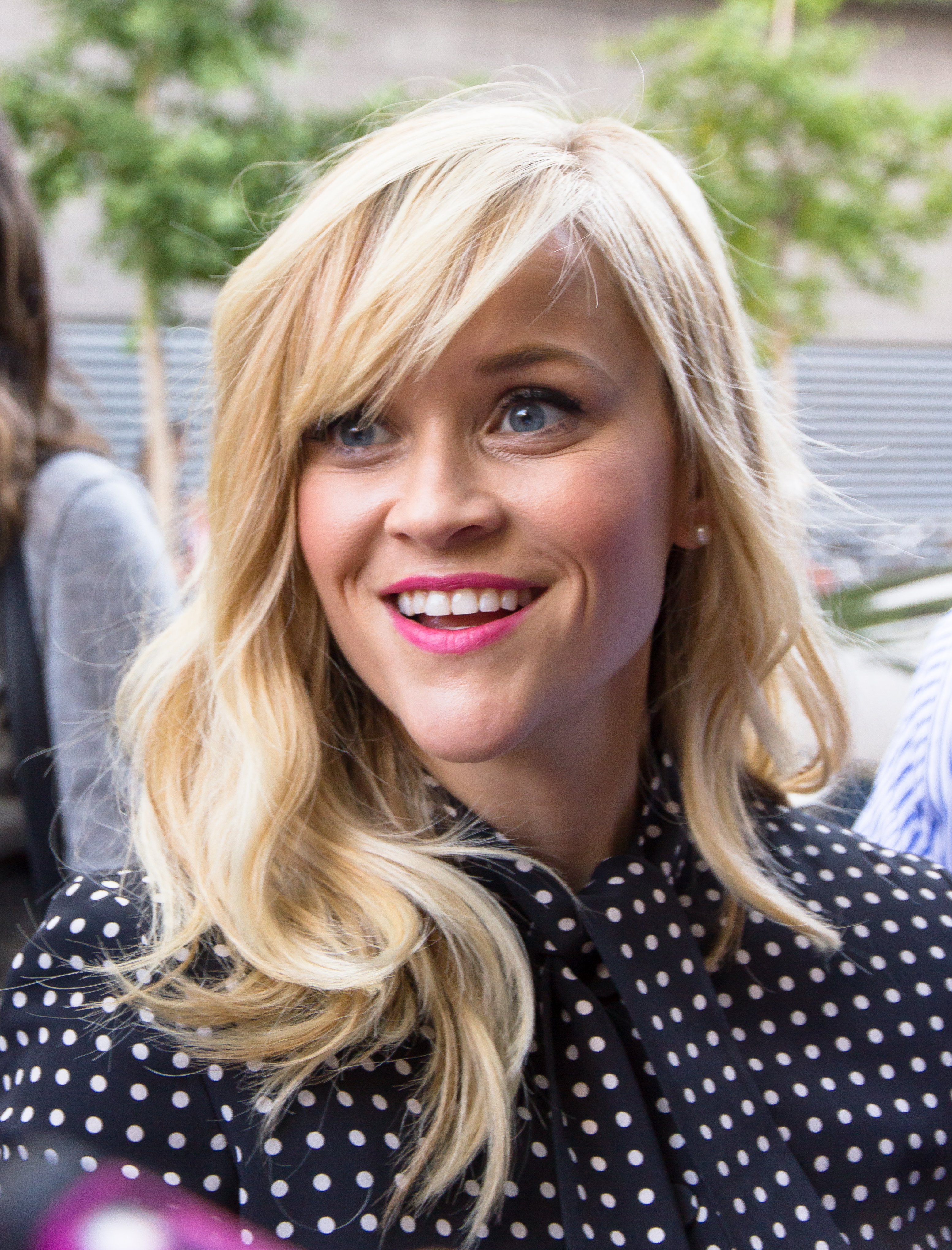
瑞茜·威瑟斯彭因《為你鍾情》获女主角奖

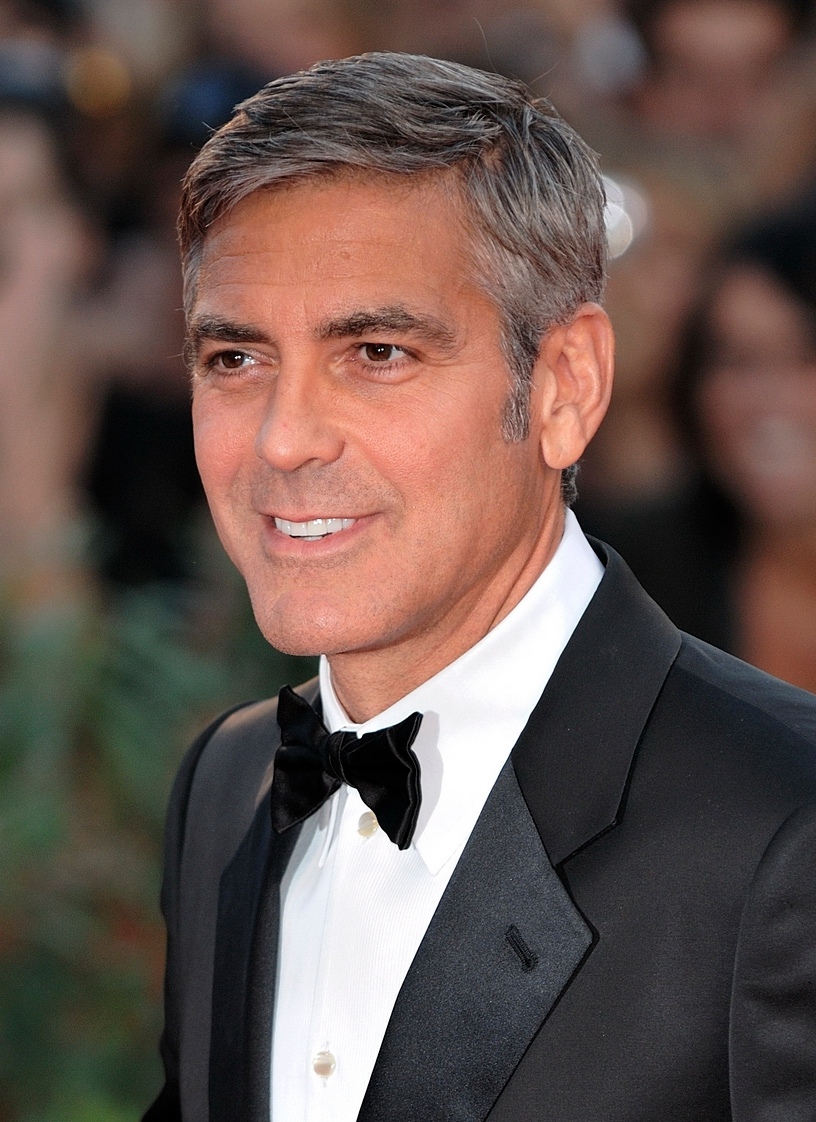
乔治·克鲁尼因《辛瑞那》获男配角奖

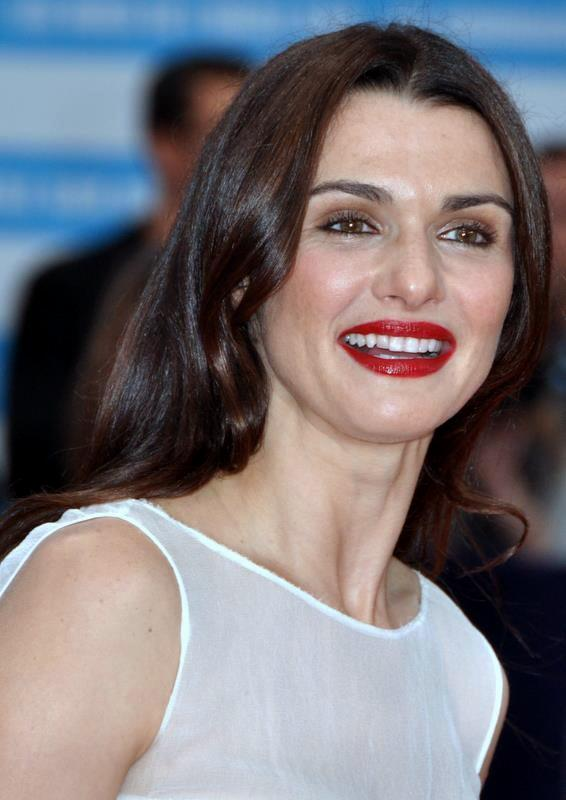
蕾切尔·薇兹因《不朽的园丁》获女配角奖

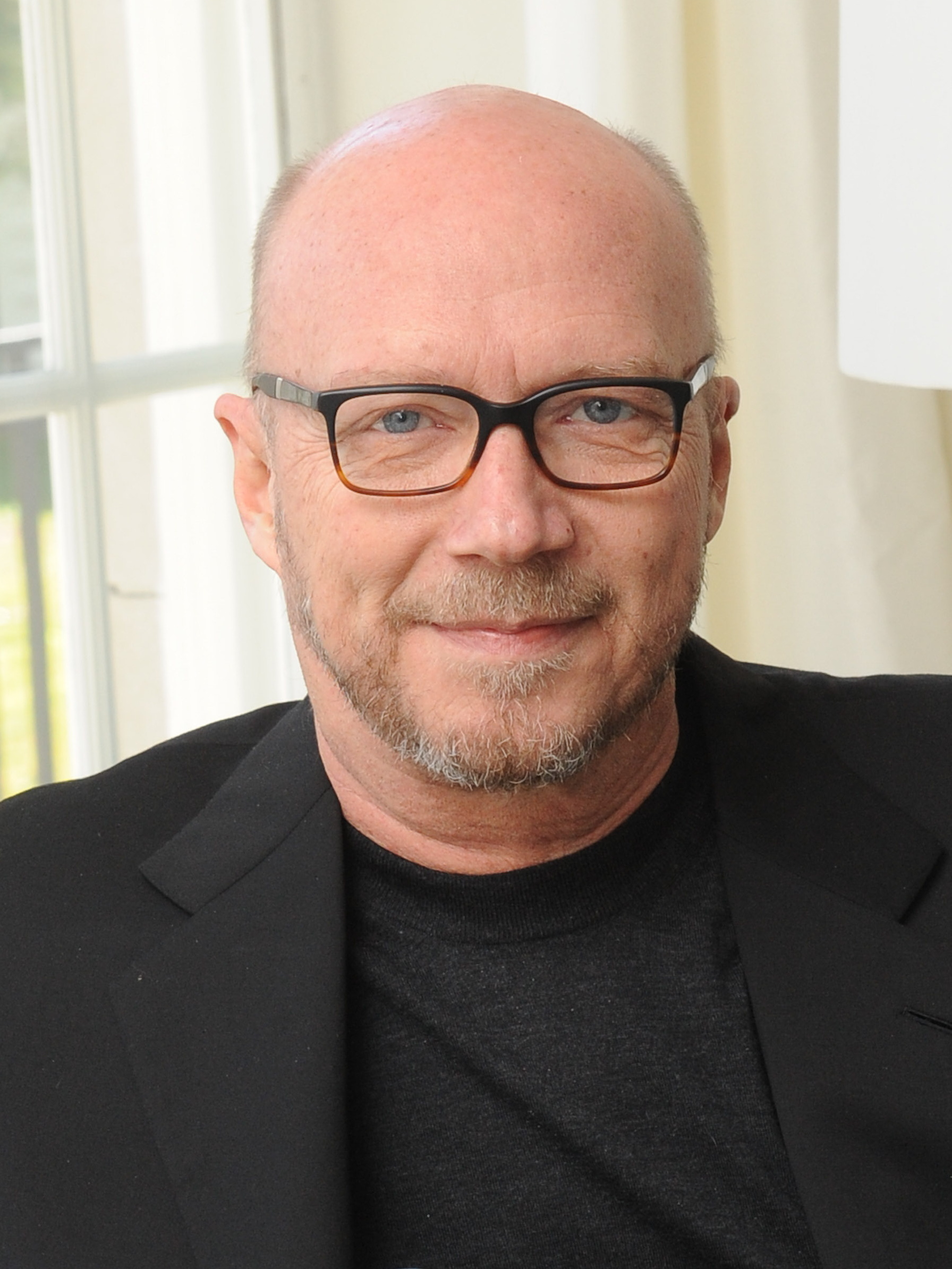
保罗·哈吉斯因《撞车》获原著剧本奖

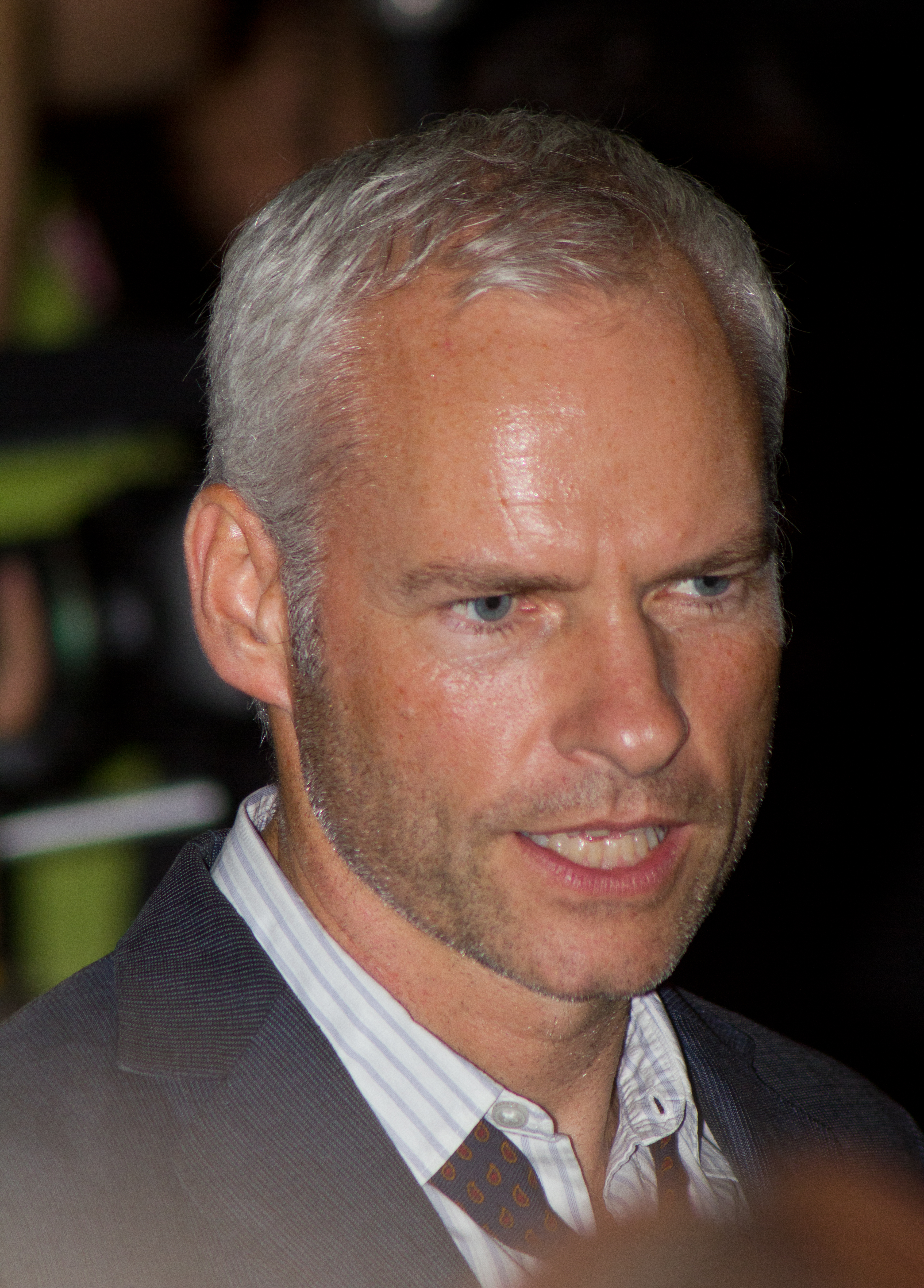
马丁·麦克唐纳因《六发子弹的手枪》获短片奖

获奖作品列在最上方一行，并且右侧会附上‡符号：
| 最佳影片 - 《衝擊效應》——保罗·哈吉斯、凯茜·舒尔曼（Cathy Schulman）‡ - 《断背山》——詹姆斯·夏慕斯、戴安娜·奥莎娜（Diana Ossana） - 《卡波特》——威廉·文斯（William Vince）、迈克尔·奥霍文（Michael Ohoven） - 《晚安，好运。》——格兰特·赫斯洛夫 - 《慕尼黑》——史蒂文·斯皮尔伯格、凯瑟琳·肯尼迪、巴瑞·门德尔（Barry Mendel） | 导演 - 李安——《断背山》‡ - 贝尼特·米勒——《卡波特》 - 保罗·哈吉斯——《衝擊效應》 - 乔治·克鲁尼——《晚安，好运。》 - 史蒂文·斯皮尔伯格——《慕尼黑》 |
| 男主角 - 菲利普·塞默·霍夫曼——《卡波特》‡ - 泰伦斯·霍华德——《川流熙攘》 - 希斯·莱杰——《断背山》 - 杰昆·菲尼克斯——《為你鍾情》 - 大卫·斯特雷泽恩——《晚安，好运。》 | 女主角 - 瑞茜·威瑟斯彭——《為你鍾情》‡ - 朱迪·丹奇——《裸體舞台》 - 菲丽西提·霍夫曼——《穿越美国》 - 凯拉·奈特莉——《傲慢与偏见》 - 查理兹·塞隆——《决不让步》 |
| 男配角 - 乔治·克鲁尼——《辛瑞那》‡ - 马特·狄龙——《衝擊效應》 - 保罗·吉亚玛提——《铁拳男人》 - 杰克·吉林哈尔——《断背山》 - 威廉·赫特——《暴力史》 | 女配角 - 蕾切尔·薇兹——《不朽的园丁》‡ - 艾米·亚当斯——《六月虫》（Junebug） - 凯瑟琳·基纳（Catherine Keener）——《卡波特》 - 弗兰西斯·麦克多蒙德——《决不让步》 - 米歇尔·威廉姆斯——《断背山》 |
| 原著剧本 - 《撞车》——保罗·哈吉斯和罗伯特·莫里斯克（Robert Moresco）‡ - 《晚安，好运。》——乔治·克鲁尼和格兰特·赫斯洛夫 - 《赛末点》– 伍迪·艾伦 - 《鱿鱼和鲸》（The Squid and the Whale）——诺亚·鲍姆巴赫 - 《辛瑞那》——斯蒂芬·加汉 | 原著改编 - 《断背山》——拉里·麦克穆特瑞（Larry McMurtry）和戴安娜·奥莎娜改编自安妮·普鲁的同名小说‡ - 《卡波特》——丹·福特曼改编自杰拉尔德·克拉克（Gerald Clarke）的同名小说 - 《不朽的园丁》——杰弗里·凯恩（Jeffrey Caine）改编自约翰·勒卡雷的同名小说 - 《暴力史》——乔什·奥尔森（Josh Olson）改编自约翰·瓦格纳（John Wagner）和文斯·洛克（Vince Locke）的同名小说 - 《慕尼黑》——托尼·库什纳和艾瑞克·羅斯改编自乔治·乔纳斯（George Jonas）的著作《复仇：以色列反恐部队的真实故事》（Vengeance: The True Story of an Israeli Counter-Terrorist Team） |
| 动画长片 - 《超级无敌掌门狗：人兔的诅咒》——尼克·帕克和斯蒂夫·博克斯（Steve Box）‡ - 《哈尔的移动城堡》——宫崎骏 - 《僵尸新娘》——迈克·约翰逊（Mike Johnson）、蒂姆·波顿 | 外语片 - 《黑帮暴徒》（南非，南非语）——加文·胡德‡ - 《心中的野兽》（La bestia nel cuore，意大利，意大利语）——克里斯蒂娜·科门奇尼（Cristina Comencini） - 《圣诞快乐》（法国，法语）——克里斯蒂安·卡西雍（Christian Carion） - 《天堂此时》（巴勒斯坦，阿拉伯语）——汉尼·阿布-阿萨德（）[b] - 《希望与反抗》（Sophie Scholl – Die letzten Tage，德国，德语）——马克·罗特蒙德（Marc Rothemund） |
| 纪录片 - 《帝企鹅日记》——吕克·雅克（Luc Jacquet）和伊夫·达龙多（Yves Darondeau）‡ - 《达尔文的恶梦》（Darwin's Nightmare）——于贝尔·苏佩（Hubert Sauper） - 《安然：房间里最聪明的人》——艾力士·吉伯尼和贾森·克利奥特（Jason Kliot） - 《轮椅上的竞技》（Murderball）——亨利·亚历克斯·鲁宾（Henry-Alex Rubin）和达娜·亚当·夏皮罗（Dana Adam Shapiro） - 《街头竞选》（Street Fight）——马歇尔·库瑞（Marshall Curry） | 纪录短片 - 《诺曼·科温的黄金时代》——科琳·马里南（Corinne Marrinan）和埃里克·西蒙森（Eric Simonson）‡ - 《凯文·卡特之死》（The Death of Kevin Carter: Casualty of the Bang Bang Club）——丹·克劳斯（Dan Krauss） - 《上帝忘了卢旺达》（God Sleeps in Rwanda）——金伯利·阿夸罗（Kimberlee Acquaro）和斯泰西·谢尔曼（Stacy Sherman） - 《蘑菇俱乐部》（The Mushroom Club）—— 史蒂文·冈崎（Steven Okazaki） |
| 短片 - 《六发子弹的手枪》——馬丁·麥多納‡ - 《逃亡者》（Ausreißer）——乌尔里克·格罗特（Ulrike Grote） - 《超市夜未眠》——西恩·艾利斯和琳恩·鲍沙格（Lene Bausager） - 《最后的农场》（The Last Farm）——鲁纳·鲁纳森（Rúnar Rúnarsson）和索尔·西古强森（Thor S. Sigurjónsson） - 《吾时将近》（Our Time is Up）——罗伯·帕尔斯泰因（Rob Pearlstein）和皮娅·克莱门特（Pia Clemente） | 动画短片 - 《月亮和孩子》——约翰·凯恩梅克（John Canemaker）和佩吉·斯特恩（Peggy Stern）‡ - 《獾》（Badgered）——莎朗·科尔曼（Sharon Colman） - 《加斯帕·莫雷罗神秘探险记》（The Mysterious Geographic Explorations of Jasper Morello）——安东尼·卢卡斯（Anthony Lucas） - 《九》（9）——申·阿克（Shane Acker） - 《光杆乐队》——安德鲁·吉梅内斯（Andrew Jimenez）和马克·安德鲁斯 |
| 原创配乐 - 《断背山》——古斯塔沃·桑多拉拉‡ - 《不朽的园丁》——阿尔贝托·伊格雷西亚斯（Alberto Iglesias） - 《艺伎回忆录》——约翰·威廉姆斯 - 《慕尼黑》——约翰·威廉姆斯 - 《傲慢与偏见》——达里奥·马里安奈利 | 原创歌曲 - 《》（《川流熙攘》插曲）——词曲：乔丹·休斯顿（Jordan Houston）、塞德里克·科尔曼（Cedric Coleman）和保罗·博雷加德（Paul Beauregard）‡ - 《》（《撞车》插曲）——作曲：凯瑟琳·约克（Kathleen "Bird" York）和迈克尔·贝克尔（Michael Becker），作词：凯瑟琳·约克 - 《》（《穿越美国》插曲）——词曲：多莉·帕顿 |
| 音效剪辑 - 《金刚》——迈克·霍普金斯（Mike Hopkins）和伊桑·范德莱恩（Ethan Van der Ryn）‡ - 《艺伎回忆录》——华利·史帝文（Wylie Stateman） - 《世界大战》——理查德·金（Richard King） | 音效 - 《金刚》——克里斯托弗·博伊斯、迈克尔·斯曼内科、迈克尔·赫奇斯和哈蒙德·匹克‡ - 《纳尼亚传奇：狮子·女巫·魔衣橱》——特里·波特、迪安·祖潘契奇（Dean A. Zupancic）和托尼·约翰逊 - 《艺伎回忆录》——凯文·奥康奈尔、格雷格·拉塞尔、里克·克莱恩和约翰·普里切特（John Pritchett） - 《為你鍾情》——保罗·梅西、道格·亨普希尔 和彼得·库尔兰（Peter Kurland） - 《世界大战》——安迪·尼尔森、安娜·贝尔默和罗恩·贾金斯                                  |
| 艺术指导 - 《艺伎回忆录》——艺术指导：约翰·迈尔（John Myhre），内部装饰：格雷琴·劳（Gretchen Rau）‡ - 《晚安，好运。》——艺术指导：吉姆·比塞尔（Jim Bissell），内部装饰：珍妮·帕斯凯尔（Jan Pascale） - 《哈利·波特与火焰杯》——艺术指导：斯图尔特·克莱格（Stuart Craig）；内部装饰：斯蒂芬妮·麦克米兰（Stephenie McMillan） - 《金刚》——艺术指导：葛蘭特·梅傑，内部装饰：丹·漢納和西門·布萊特 - 《傲慢与偏见》——艺术指导：莎拉·格林伍德（Sarah Greenwood），内部装饰：凯蒂·斯宾塞（Katie Spencer） | 摄影 - 《艺伎回忆录》——迪昂·毕比（Dion Beebe）‡ - 《蝙蝠侠：侠影之谜》——沃利·菲斯特 - 《断背山》——罗德里格·普列托（Rodrigo Prieto） - 《晚安，好运。》——罗伯特·艾斯威特（Robert Elswit） - 《新世界》——艾曼努尔·卢贝兹基 |
| 化妆 - 《纳尼亚传奇：狮子·女巫·魔衣橱》——霍华德·伯杰（Howard Berger）和塔米·莱恩（Tami Lane）]‡ - 《铁拳男人》——戴维·勒罗伊·安德森（David Leroy Anderson）和兰斯·安德森（Lance Anderson） - 《星球大战前传3：西斯的复仇》——戴夫·埃尔西（Dave Elsey）和尼基·古利（Nikki Gooley） | 服装设计 - 《艺伎回忆录》——柯琳·阿特伍德‡ - 《查理和巧克力工厂》——加布里埃尔·佩斯卡西（Gabriella Pescucci） - 《裸體舞台》——桑迪·鲍威尔（Sandy Powell） - 《傲慢与偏见》——杰奎琳·杜兰 - 《為你鍾情》——艾丽安·飞利浦（Arianne Phillips） |
| 剪辑 - 《撞车》——休斯·温伯恩（Hughes Winborne）‡ - 《铁拳男人》——迈克·希尔（Mike Hill）和丹·汉利（Dan Hanley） - 《不朽的园丁》——克莱尔·辛普森（Claire Simpson） - 《慕尼黑》——迈克尔·卡恩（Michael Kahn） - 《為你鍾情》——迈克尔·麦卡斯克（Michael McCusker） | 视觉效果 - 《金刚》——乔·莱特瑞（Joe Letteri）、布莱恩·范特·胡尔（Brian Van’t Hul）、克里斯蒂安·里弗斯（Christian Rivers）和理查德·泰勒（Richard Taylor）‡ - 《纳尼亚传奇：狮子·女巫·魔衣橱》——迪安·莱特（Dean Wright）、比尔·凯斯滕豪佛、吉姆·伯尔尼（Jim Berney）和斯科特·法勒（Scott Farrar） - 《世界大战》——丹尼斯·穆伦（Dennis Muren）、巴勃罗·赫尔曼（Pablo Helman）、兰德尔·杜特拉（Randal M. Dutra）和丹尼尔·萨迪克（Daniel Sudick）                                                                                                 |

### 奥斯卡荣誉奖
- 罗伯特·奥特曼[21]

### 提名和获奖大户
| 提名数 | 片名                             |
| ------ | -------------------------------- |
| 8      | 《断背山》                       |
| 6      | 《撞车》                         |
| 6      | 《晚安，好运。》                 |
| 6      | 《艺伎回忆录》                   |
| 5      | 《卡波特》                       |
| 5      | 《慕尼黑》                       |
| 5      | 《為你鍾情》                     |
| 4      | 《金刚》                         |
| 4      | 《傲慢与偏见》                   |
| 4      | 《不朽的园丁》                   |
| 3      | 《铁拳男人》                     |
| 3      | 《纳尼亚传奇：狮子·女巫·魔衣橱》 |
| 3      | 《世界大战》                     |
| 2      | 《暴力史》                       |
| 2      | 《川流熙攘》                     |
| 2      | 《裸體舞台》                     |
| 2      | 《决不让步》                     |
| 2      | 《辛瑞那》                       |
| 2      | 《穿越美国》                     |

| 获奖数 | 片名           |
| ------ | -------------- |
| 3      | 《断背山》     |
| 3      | 《撞车》       |
| 3      | 《金刚》       |
| 3      | 《艺伎回忆录》 |

## 颁奖和表演嘉宾
以下人士出场颁发了奖项或表演节目：

### 颁奖嘉宾（按出场顺序排列）
| 姓名                        | 角色                                                             |
| --------------------------- | ---------------------------------------------------------------- |
| 汤姆·凯恩                   | 第78届奥斯卡颁奖典礼报幕员                                       |
| 妮可·基德曼                 | 颁发男配角奖                                                     |
| 本·斯蒂勒                   | 颁发视觉效果奖                                                   |
| 瑞茜·威瑟斯彭               | 颁发动画长片奖                                                   |
| 娜奥米·沃茨                 | 介绍原创歌曲奖提名作品《》的现场演出                             |
| 卢克·威尔逊 欧文·威尔逊     | 颁发短片奖                                                       |
| 鸡丁 鸭比                   | 颁发动画短片奖                                                   |
| 詹妮弗·安妮斯顿             | 颁发服装设计奖                                                   |
| 罗素·克劳                   | 引出传记电影蒙太奇                                               |
| 史蒂夫·卡瑞尔 威尔·法瑞尔   | 颁发化妆奖                                                       |
| 瑞秋·麦克亚当斯             | 引出科技成果奖和戈登·E·索耶奖颁奖片段                            |
| 摩根·弗里曼                 | 颁发女配角奖                                                     |
| 劳伦·白考尔                 | 引出黑色电影蒙太奇                                               |
| 泰伦斯·霍华德               | 颁发纪录短片奖                                                   |
| 查理兹·塞隆                 | 颁发纪录片奖                                                     |
| 詹妮弗·洛佩兹               | 介绍原创歌曲奖提名作品《》的现场演出                             |
| 桑德拉·布洛克 基努·里维斯   | 颁发艺术指导奖                                                   |
| 塞缪尔·杰克逊               | 引出政治电影蒙太奇                                               |
| 希德·甘尼斯                 | 学院主席现场致辞，告知来宾美国电影艺术与科学学院所资助的一些活动 |
| 萨尔玛·海耶克               | 引出原创配乐奖提名作品的现场独奏演出 颁发原创配乐奖              |
| 杰克·吉伦哈尔               | 引出史诗电影蒙太奇                                               |
| 杰西卡·阿尔芭 艾瑞克·巴纳   | 颁发音效奖                                                       |
| 梅丽尔·斯特里普 莉莉·汤姆林 | 向罗伯特·奥特曼颁发奥斯卡荣誉奖                                  |
| 卢达·克里斯                 | 介绍原创歌曲奖提名作品《》的现场演出                             |
| 奎恩·拉提法                 | 颁发原创歌曲奖                                                   |
| 詹妮弗·加纳                 | 颁发音效剪辑奖                                                   |
| 乔治·克鲁尼                 | 引出纪念去世影人环节                                             |
| 威尔·史密斯                 | 颁发外语片奖                                                     |
| 章子怡                      | 颁发剪辑奖                                                       |
| 希拉里·斯万克               | 颁发男主角奖                                                     |
| 约翰·特拉沃尔塔             | 颁发摄影奖                                                       |
| 杰米·福克斯                 | 颁发女主角奖                                                     |
| 达斯汀·霍夫曼               | 颁发原著改编奖                                                   |
| 乌玛·瑟曼                   | 颁发原著剧本奖                                                   |
| 汤姆·汉克斯                 | 颁发导演奖                                                       |
| 杰克·尼科尔森               | 颁发最佳影片奖                                                   |

### 表演嘉宾（按出场顺序排列）
| 姓名          | 角色          | 表演                       |
| ------------- | ------------- | -------------------------- |
| 比尔·康堤     | 音乐编排 指挥 | 管弦乐                     |
| 多莉·帕顿     | 表演者        | 《穿越美国》插曲《》       |
| 凯瑟琳·约克   | 表演者        | 《撞车》插曲《》           |
| 伊扎克·帕尔曼 | 表演者        | 表演原创歌曲奖提名作品选段 |
| 塔拉吉·P·汉森 | 表演者        | 《川流熙攘》插曲《》       |

## 典礼资讯

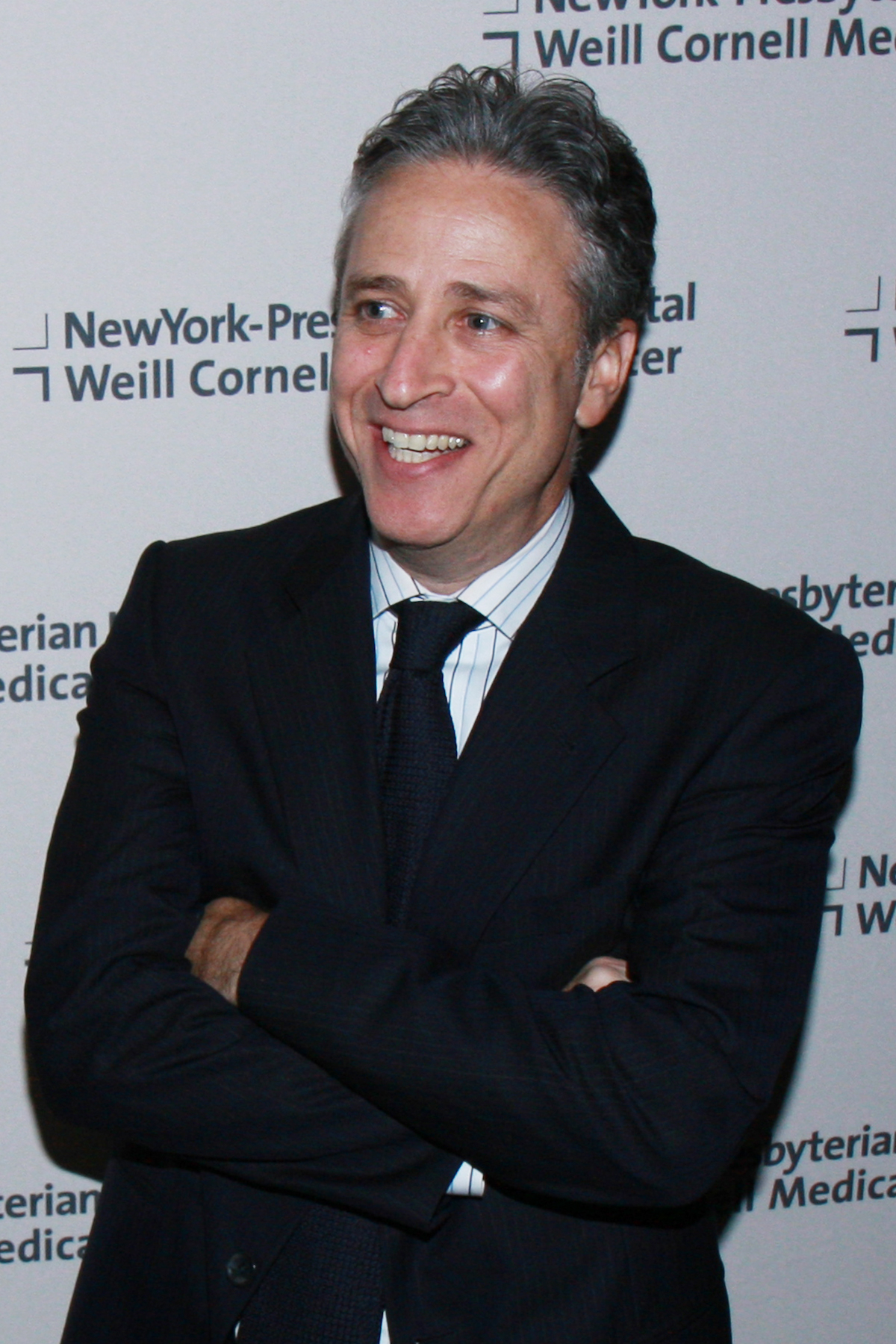
乔恩·斯图尔特担任第78届奥斯卡颁奖典礼的主持人

虽然前一年的颁奖典礼所获评价欠佳，但美国电影艺术与科学学院仍然决定聘请吉尔·凯茨监督新一届颁奖晚会的制作。据《纽约时报》报道，上届晚会的主持人克里斯·洛克不会回归。洛克通过自己的公关发表声明，称他无意长期主持奥斯卡，但还是有可能在将来再度主持此外，许多媒体在报道中推测，洛克不再主持的另一个原因可能是因为，多位学院成员对洛克针对科林·法瑞尔、裘德·洛和托比·马奎尔的一些贬损性言论感到不满。凯茨起初想请喜剧演员、资深奥斯卡司仪比利·克里斯托再度担任主持人，但克里斯托因为需要制作单人秀《700个星期天》（700 Sundays）而谢绝了邀请。
2006年1月，凯茨宣布男演员、喜剧演员、谈话节目主持人，曾于2001至2002年连续主持两届葛莱美颁奖典礼的乔恩·斯图尔特获选为第78届奥斯卡颁奖典礼主持人。对于这一决定凯茨表示：“我和夫人每晚都看他（的节目），乔恩融完美主持人的多种特点于一身——聪明、魅力、叛逆和风趣”。斯图尔特发表声明，对获选主持感到荣幸，他还开玩笑称：“不过，身为奥斯卡的热心观众，我还是不禁感到有些失望。这看起来不过又是一次想要取代比利·克里斯托的徒劳尝试”。
另外还有多人参与颁奖典礼的制作。比尔·康堤（Bill Conti）担任晚会音乐总监和管弦乐队指挥。“蚂蚁农场”（The Ant Farm）传媒公司制作了30秒长的预告片，以呼叫乐团的歌曲为背景音乐，结束昔日获奖者的片段剪辑，为颁奖典礼造势。往期主持乌比·戈德堡和史提夫·马丁，以及男演员梅尔·吉布森和乔治·克鲁尼，女演员哈莉·贝瑞一起在晚会的开场喜剧小品中亮相。男演员汤姆·汉克斯事先参与录制了一段喜剧小品，发表讽刺奥斯卡的演说。斯蒂芬·科尔伯特（Stephen Colbert）为两段恶搞风格的攻击性广告担任解说，这两个广告既嘲笑了各大电影公司在奥斯卡颁奖季推出的密集宣传和游说广告，也讽刺了竞选期间的政治广告。小提琴演奏家伊扎克·帕尔曼现场表演5部原创配乐奖提名作品的选段。

### 提名电影票房表现
截至1月31日提名公布时，大部分提名都是由小成本或独立电影获得，大片提名数量有所不及。全部5部获最佳影片奖提名的电影到提名公布时在美国的票房总和为1亿8639万8522美元，平均每部3727万9704美元。其中《撞车》以5340万4817美元排在首位，之后分别是收入5165万美元的《断背山》，进账4078万340美元的《慕尼黑》，收入2515万210美元的《晚安，好运。》和进账1541万3155美元的《卡波特》。
在2005年美国电影票房50强中，有13部电影获得了共计35项提名。其中只有《為你鍾情》（第19名）、《铁拳男人》（第41名）、《超级无敌掌门狗：人兔的诅咒》（第45名）和《撞车》（第48名）有获得最佳影片、导演、动画长片或任意编剧、表演类奖项提名。另外9部获提名的电影分别是《星球大战前传3：西斯的复仇》（冠军）、《哈利·波特与火焰杯》（亚军）、《纳尼亚传奇：狮子·女巫·魔衣橱》（季军）、《世界大战》（第4名）、《金刚》（第5名）、《查理和巧克力工厂》（第7名）、《蝙蝠侠：侠影之谜》（第8名）、《帝企鹅日记》（第26名）和《艺伎回忆录》（第47名）。

### 专业评价
部分媒体给予晚会正面评价。《圣路易斯邮报》（St. Louis Post-Dispatch）电视评论员盖尔·彭宁顿（Gail Pennington）称赞斯图尔特的主持功底，可惜的是，正因为他“四星级的主持表现”，“节目其它部分对比之下似乎显得有些呆板”。影评人罗杰·埃伯特认为，斯图尔特准确把握住自己的定位和目标，主持起来轻松、风趣，仿若约翰尼·卡森般挥洒自如。《好莱坞报道》专栏作家雷·里奇蒙德（Ray Richmond）评价：“虽然偶尔会显得有些紧张和局促，但整体而言，斯图尔特在崇敬和自命不凡之间为这个夜晚找到了恰到好处的平衡”。
其他媒体对节目的看法欠佳。电视评论员罗布·欧文（Rob Owen）认为，与其说斯图尔特“风趣”，倒不如讲“好玩儿”更合适。在他看来，斯图尔特的“许多笑话在柯达剧院明星中的反响都很平淡，一众名流很快就感到厌倦，他再来点头哈腰也于事无补”。《华盛顿邮报》的汤姆·谢尔斯（Tom Shales）评价：“很难想象还会专业艺人整出比今年奥斯卡更无趣的节目，喜剧演员乔恩·斯图尔特担任主持，但他自鸣得意的同时却毫无幽默感，留下的只有那些杰出主持悲凉而苍白的影子。”谢尔斯还批评晚会中过去和现代电影的片段“堆积成山”，将颁奖典礼的“视觉光彩挥霍一空。”美联社电视评论员弗雷泽·摩尔（Frazier Moore）评价：“斯图尔特通常都很风趣，但首次担任主持却连一点新手的运气也没有……一般来说，他都能将恶作剧和自谦完美融合，但在主持奥斯卡时却显得很平淡。”他还批评晚会在获奖者致辞超过时限时开始演奏音乐的做法，认为这既容易分散观众注意力，同时也很令人厌恶。

### 收视率和奖项
本届颁奖典礼通过美国广播公司在美国直播，其播出时段里平均有3894万观众收看，与前一年相比降低了8%。从尼尔森收视率调查的数据看，节目的表现也不及去年，吸引了23%的家庭观众，收视率超过35%。此外，节目在18至49岁年龄段观众中的收视率为13.9。
2006年7月，颁奖典礼获第58届黄金时段艾美奖9项提名，并在1个月后赢得综艺、音乐或喜剧节目类杰出导演、艺术指导和主标题设计奖，还获得综艺、音乐、动画或特别节目类杰出音效奖。

## 纪念
奥斯卡颁奖典礼上一年一度的“纪念”致敬环节旨在纪念过去一年中逝世的业内人士，本场晚会上的这一环节由男演员乔治·克鲁尼引出，以马克斯·史坦纳创作的《扬帆》为伴奏主题音乐，纪念了以下人士：
| - 特雷莎·怀特 - 森田則之 - 罗伯特·纽梅尔（Robert Newmyer） - 丹·奥赫里奇（Dan O'Herlihy） - 文森特·斯卡维利（Vincent Schiavelli） - 乔·兰福特（Joe Ranft） - 莫伊拉·希勒（Moira Shearer） - 法亚德·尼古拉斯（Fayard Nicholas） - 斯图·林德（Stu Linder） - 桑德拉·狄（Sandra Dee） - 约翰·菲尔德（John Fiedler） - 安东尼·弗兰西欧萨（Anthony Franciosa） - 乔尔·赫塞豪恩（Joel Hirschhorn） - 盖伊·格林（Guy Green） - 芭芭拉·贝尔格迪斯 - 罗伯特·克努森 | - 穆斯塔法·阿凯德（Moustapha Akkad） - 克里斯·潘（Chris Penn） - 约翰·米尔斯（John Mills） - 奥娜·怀特（Onna White） - 黛布拉·希尔（Debra Hill） - 西蒙妮·西蒙（Simone Simon） - 罗伯特·希弗（Robert Schiffer） - 布洛克·皮特斯 - 恩斯特·莱赫曼（Ernest Lehman） - 雪莉·溫特斯 - 安妮·班克罗夫特 - 约翰·博克斯（John Box） - 埃迪·艾伯特（Eddie Albert） - 伊斯梅尔·莫香特 - 罗伯特·怀斯 - 李察·普瑞爾 |